# Nationale Konsultation (Ungarn 2017)

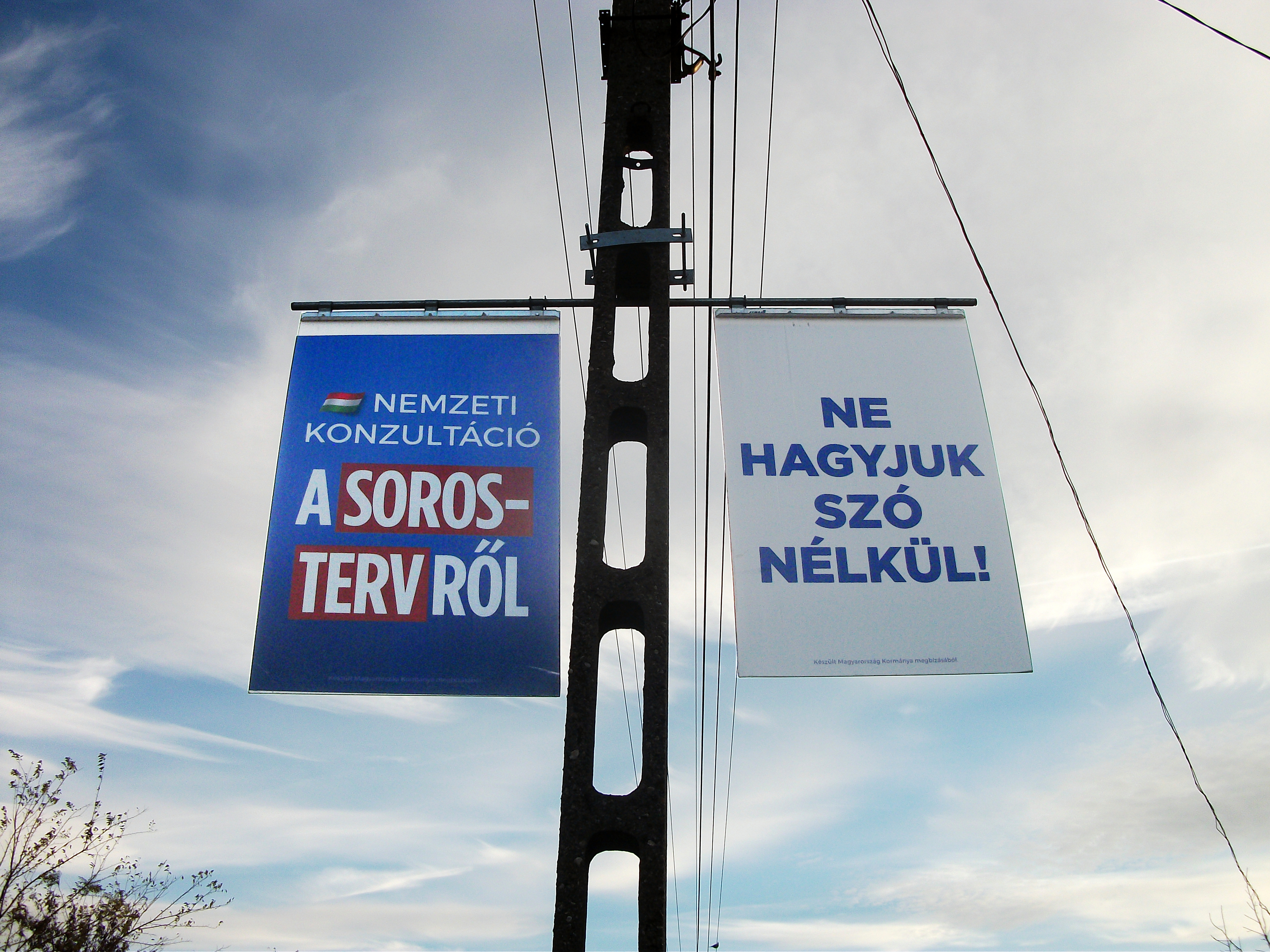
Billboards of national consultation on the Soros plan in Zichyújfalu, Komitat Fejér, Ungarn

Bei der Nationalen Konsultation handelt es sich um eine politische Umfrage, die von der zweiten Orban-Regierung ab 2010 initiiert wurde.
Die Orbán-Regierung versendete im April 2017 einen Fragebogen an Millionen von wahlberechtigten Ungarn, um angebliche Flüchtlingspläne des ungarischstämmigen US-Milliardärs George Soros zu diskreditieren. „Rechtlich bindend ist die Befragung nicht“.